# Vieux-Ruffec
Vieux-Ruffec è un comune francese di 112 abitanti situato nel dipartimento della Charente, nella regione della Nuova Aquitania.

## Società

### Evoluzione demografica
Abitanti censiti